# Huia Produtora Digital

A Huia é uma produtora digital fundada em 2012 e pertencente a holding NonConformity. A produtora recebeu prata em Inovação no Prêmio Abradi de Criatividade Digital 2015.

## História
A Huia foi lançada em 2012 pelo sócios-fundadores da W3haus - Tiago Ritter, Chico Baldini e Alessandro Cauduro - com o objetivo de entregar soluções no ambiente digital para as empresas do grupo NonConformity e mercado de agências em geral.
Em 2015, Alessandro Cauduro , Chief Innovation Officer do Nonconformity Group e fundador da W3haus, assumiu também a posição de CEO da Huia, produtora digital do grupo.
A produtora ganhou destaque com trabalhos como Causa Brasil, projeto realizado em parceria com a W3haus e Seekr que identificava manifestações de rua por meio de conversas publicadas nas redes sociais,  e  Huia Time Travel, máquina apresentada no Brazil JS que levava os participantes a uma viagem na década de 90, recontando os momentos mais marcantes da história do JavaScript e da Internet. 

## Prêmios
- Prata em Inovação com Huia Time Travel[9][10] no Prêmio Abradi de Criatividade Digital 2015.[11]

## Ligações Externas
- Website oficial